# Modo ipofrigio

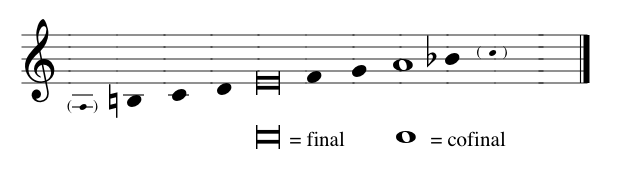
Modo ipofrigio su Mi - A proposito di questo suono.

Il modo ipofrigio (deuterus plagalis), che significa letteralmente "al di sotto di frigio", è una modo musicale o scala diatonica nella teoria del canto piano medievale, il quarto modo della musica sacra. Questo modo è la controparte (plagio) dell'autentico terzo modo, che era chiamato frigio.

## Storia
Nel Medioevo e nel Rinascimento questo modo è stato descritto in maniera duplice: scala diatonica da Si a Si un'ottava sopra, divisa al modo finale Mi (Si – Do – Re – Mi + Mi – Fa – Sol – La – Si)  e come modo con Mi e ambitus finali dal La in basso al Do in alto. La nota La sopra la finale (il tenor del corrispondente quarto tono di salmo) aveva un'importante funzione melodica. La gamma melodica del modo ipofrigio ecclesiastico va quindi dalla quarta giusta o quinta giusta, sotto la tonica, alla quinta giusta o sesta minore sopra. 

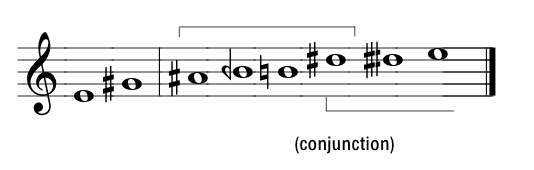
Ottava ipofrigia greca antica su Mi (la linea di demarcazione segna l'inizio del tetracordo enarmonico, congiunto a un secondo tetracordo) - A proposito di questo suono

Il nome ipofrigio ha origine da una specie di ottava della teoria musicale dell'antica Grecia. Secondo Aristosseno, questa specie di ottava fu originariamente descritta, intorno al 400 a.C., dalla scuola armonica di Eratocle in termini di genere enarmonico del tetracordo: una serie di intervalli aumentati di due quarti di tono seguiti da un ditono, che attraversano insieme una quarta giusta. La specie di ottava dorica inizia con questo tetracordo, che è seguito da un tono intero e da un altro tetracordo per completare l'ottava con uno schema di ¼, ¼, 2, 1, ¼, ¼ e 2 toni. Questo schema è ruotato verso il basso di un grado per l'ipolidico e uno in alto per l'ipofrigio, per una specie di ottava di 2, 1, ¼, ¼, 2, ¼ e ¼ toni.
Il nome fu assegnato da Tolomeo d'Alessandria in uno dei suoi sette tonii, o chiavi di trasposizione. Il sistema di Tolomeo differiva dal precedente modello aristosseno, che aveva tredici livelli di trasposizione ciascuno distante un semitono dai suoi vicini. Tolomeo sostituì una sequenza diatonica di sette trasposizioni con un tono intero o un semitono separati. L'intero sistema di scala a doppia ottava è stato quindi trasposto su ciascuno di questi livelli di tonalità relativi, richiedendo (in termini moderni) una diversa chiave in ciascun caso, e quindi una diversa sequenza di interi e mezzi nell'intervallo di ottava centrale fissa. La trasposizione ipofisica era il secondo più basso di questi, un tono intero sopra l'ipodoriano. Un tono più alto era l'ipolidico, seguito da un semitono più alto ancora dal dorico, quindi dopo un altro tono intero dal frigio, e così via. Quattro secoli dopo, il termine fu preso da Tolomeo esattamente nello stesso senso di Boezio, che descrisse questi sette nomi come "toni, tropi, vel modi" (toni, tropi o modi) nel quarto libro della sua De institutione musica. Alla fine del IX secolo, nei trattati carolingi Alia musica e in un commento su di essa chiamato Nova expositio, questo insieme di sette termini, integrato da un ottavo nome, "ipermissolidiano", ebbe un nuovo significato, designando un insieme di specie di ottave diatoniche, descritte come incarnazioni tonali delle otto modalità del canto gregoriano.
La Missa Mi-mi (Missa quarti toni) di Johannes Ockeghem è un noto esempio di un'opera scritta in modalità ipofrigia.